# Rio de Onor

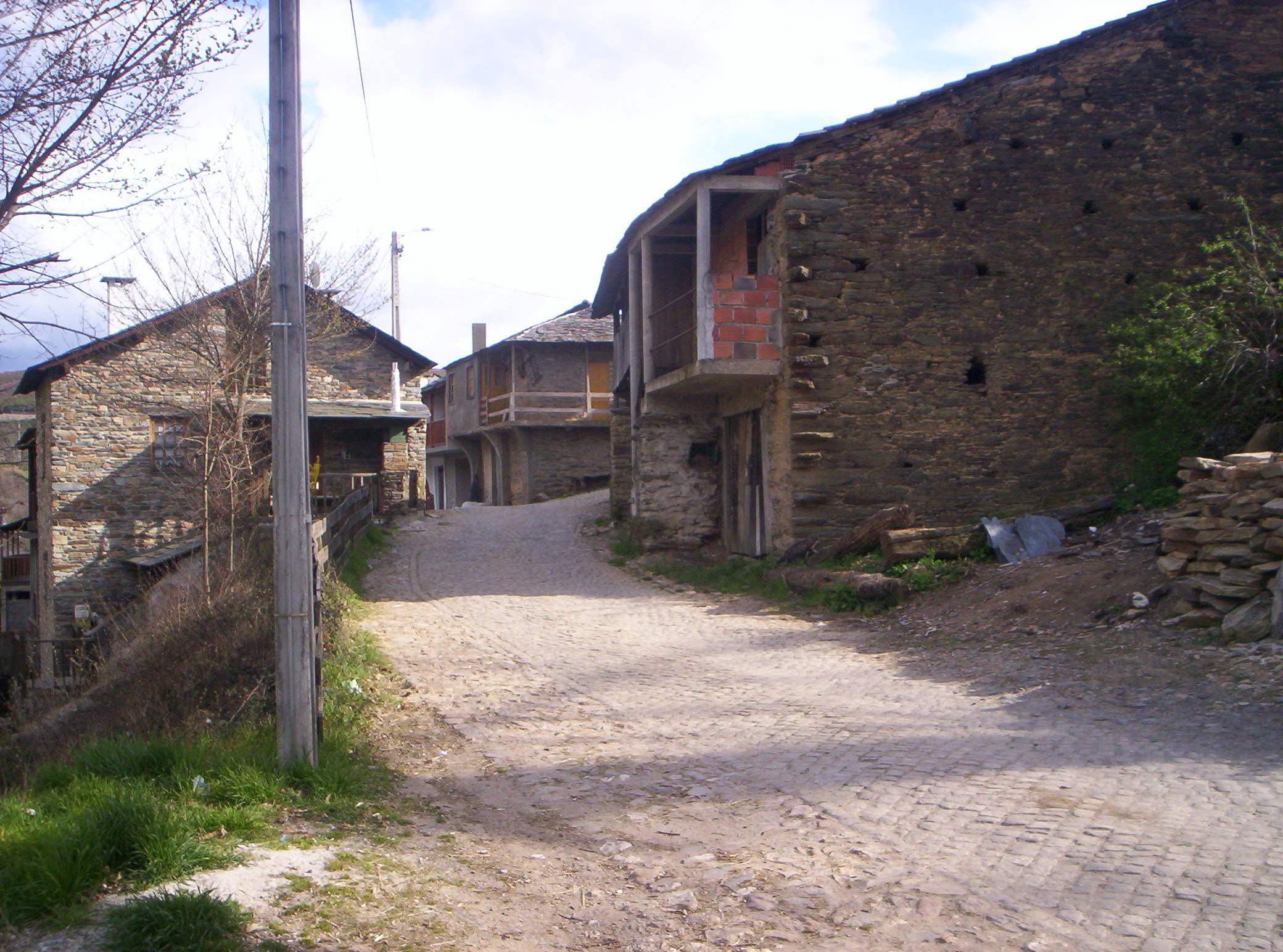
Casas tradicionais em Rio de Onor.

Rio de Onor (Ruidenore em leonês, Rihonor de Castilla em castelhano) é uma aldeia raiana portuguesa do município de Bragança que foi sede da extinta freguesia de Rio de Onor, que tinha 44,16 km² de área e 76 habitantes (2011) e, por isso, uma densidade populacional de 1,7 hab/km².
A freguesia de Rio de Onor foi extinta em 2013, no âmbito de uma reforma administrativa nacional para em conjunto com a Freguesia de Aveleda formar uma nova freguesia denominada União das Freguesias de Aveleda e Rio de Onor com sede em Aveleda.
Rio de Onor partilha com a aldeia alentejana de Marco uma outra característica única — a aldeia é atravessada a meio pela fronteira internacional entre Portugal e Espanha, com ambas as partes conhecidas pelos seus habitantes como "povo de acima" e "povo de abaixo", não se distinguindo assim de facto como dois povoados diferentes, como erradamente se assume em diversas literaturas. É também, juntamente com as Terras de Miranda, Guadramil e Quintanilha, um dos territórios de língua leonesa em Portugal.
A porção espanhola do território, com 25 habitantes, é designada oficialmente de Rihonor de Castilla (apesar de estar situada na região histórica de Leão e não em Castela), e pertence ao município de Pedralva da Pradaria (província de Samora, Castela e Leão). O seu código postal é o 49391. Até cerca de 1850, a parte espanhola constituia um município próprio, que foi agregado ao atual após essa data e até à atualidade.
É comum observar gado atravessando a fronteira livremente. As populações de ambos os países possuem muitas vezes terras do lado oposto da fronteira, trabalhando-as como se fossem do seu lado da fronteira. Partilham também um pasto comunitário, onde se alimenta um rebanho único de cerca de 300 ovelhas e 100 cabras. A partilha de recursos entre as duas localidades manifesta-se de diversas formas, como por exemplo no caso da gestão da água. As águas residuais são tratadas do lado português, oferecendo em troca os espanhóis água potável no Verão, quando há problemas de abastecimento.
É composta sobretudo por antigas casas de pedra, de dois andares. A vida familiar desenrola-se no andar de cima, ficando o gado, os cereais e outros produtos no andar de baixo. É atravessada pelo Rio Onor, um afluente do rio Sabor que nasce na Serra da Culebra (Sierra de la Culebra) em Espanha.
Rio de Onor subsiste ainda como aldeia comunitária. Este regime pressupõe uma partilha e entreajuda de todos os habitantes, nomeadamente nas seguintes formas:
- Partilha dos fornos comunitários;
- Partilha de terrenos agrícolas comunitários, onde todos devem trabalhar;
- Partilha de um rebanho, pastoreado nos terrenos comunitários.

Na verdade, este povoado singular assume, para além de um regime de governo próprio, um dialeto próprio e quase extinto, pertencente ao grupo do asturo-leonês, à semelhança da língua mirandesa.
Tipicamente trasmontana, a aldeia apresenta casas tradicionais compostas por dois andares: no andar de cima moram as famílias, no andar de baixo ficam o gado, os cereais e outros produtos da terra.
José Saramago narra sua visita ao Rio de Onor em "Viagem a Portugal".

## População
| População da freguesia de Rio de Onor | População da freguesia de Rio de Onor | População da freguesia de Rio de Onor | População da freguesia de Rio de Onor | População da freguesia de Rio de Onor | População da freguesia de Rio de Onor | População da freguesia de Rio de Onor | População da freguesia de Rio de Onor | População da freguesia de Rio de Onor | População da freguesia de Rio de Onor | População da freguesia de Rio de Onor | População da freguesia de Rio de Onor | População da freguesia de Rio de Onor | População da freguesia de Rio de Onor | População da freguesia de Rio de Onor |
| ------------------------------------- | ------------------------------------- | ------------------------------------- | ------------------------------------- | ------------------------------------- | ------------------------------------- | ------------------------------------- | ------------------------------------- | ------------------------------------- | ------------------------------------- | ------------------------------------- | ------------------------------------- | ------------------------------------- | ------------------------------------- | ------------------------------------- |
| 1864                                  | 1878                                  | 1890                                  | 1900                                  | 1911                                  | 1920                                  | 1930                                  | 1940                                  | 1950                                  | 1960                                  | 1970                                  | 1981                                  | 1991                                  | 2001                                  | 2011                                  |
| 260                                   | 259                                   | 247                                   | 253                                   |                                       |                                       |                                       | 360                                   | 398                                   | 381                                   | 247                                   | 230                                   | 153                                   | 126                                   | 76                                    |

Nos anos de 1911 a 1930 estava anexada à freguesia de Deilão.  Pelo decreto lei nº 27.424, de 31/12/1936, foram desanexadas, passando a constituir freguesias autónomas

## Património
- Igreja Paroquial de Rio de Onor.